# Miniopterus newtoni
Miniopterus newtoni är en fladdermus i familjen läderlappar som lever endemisk på São Tomé. Populationen listades tidigare som underart i Miniopterus minor.

## Utseende
Arten är utan svans cirka 45 mm lång, svanslängden är ungefär 43 mm och vikten ligger vid 7 g. Underarmarna är 38 till 40 mm långa, bakfötternas längd är ungefär 9 mm och öronen är 9 till 10 mm stora. De flesta exemplar har en svartgrå päls och en sällsynt variant har en rödbrun päls. Delar av flyglarnas kanter bär hår. Huvudet kännetecknas av smala öron med avrundade spetsar. På svansflyghuden finns inga hår.

## Utbredning och ekologi
Denna fladdermus lever endast på huvudön São Tomé. Den vistas i skogar och trädodlingar i låglandet och i bergstrakter.
De nattaktiva exemplaren sover på dagen i grottor och övergivna gruvor. De bildar kolonier med flera tusen medlemmar och delar sovplatsen med andra fladdermöss som Hipposideros ruber och Myotis tricolor. Antagligen jagas insekter utan hårt skal. Lätet för ekolokaliseringen är 2 till 8 millisekunder lång och avståndet mellan två skrik är 32 till 106 millisekunder. Lätet börjar med en frekvens av 70 till 120 kHz och avslutas med 52 till 48 kHz. Lätet är intensivast vid 53 till 61 kHz. Fortplantningssättet motsvarar antagligen andra släktmedlemmar.

## Hot
För beståndet är inga hot kända men utbredningen är begränsad. Populationens storlek är okänd. IUCN listar arten med kunskapsbrist (DD).